# 馮洪孜
馮洪孜（？—？），號訥士，浙江嘉兴府平湖县人。明末政治人物。

## 生平
天啓四年（1624年）甲子科浙江乡试举人，崇祯十三年（1640年）庚辰科進士，礼部观政，本年八月授繁昌县知县。

## 家族
曾祖冯汝弼，嘉靖十一年会魁，官工科给事中。父冯伯禋，万历三十四年丙午科舉人。